# Gare de Savant Lake
La gare de Savant lake est une gare ferroviaire canadienne, située sur le territoire des Ojibwés à Saugeen dans la province de l'Ontario.
Savant Lake est desservie par Le Canadien de Via Rail Canada.

## Service des voyageurs

### Accueil
Point d'arrêt sans équipements. 

### Desserte
Savant lake est desservie par le train le Canadien. L'arrêt du train n'a lieu qu'avec une demande pour une arrivée, et uniquement sur réservation pour un départ.

### Intermodalité
L'arrêt est situé, au centre de la localité, au passage de niveau entre une voie routière et la ligne ferroviaire.